# Chaetopodella scutellaris
Chaetopodella scutellaris är en tvåvingeart som först beskrevs av Alexander Henry Haliday 1836.  Chaetopodella scutellaris ingår i släktet Chaetopodella och familjen hoppflugor. Arten är reproducerande i Sverige. Inga underarter finns listade i Catalogue of Life.